# 니시구치 료
니시구치 료(일본어: 西口 諒, 1990년 11월 4일 ~ )는 일본의 전 축구 선수이다.

## 구단 경력
그는 2014년부터 2019년까지 J리그의 AC 나가노 파르세이루에서 활동하였다.